# Vicdessos
Pour les articles homonymes, voir Vicdessos (homonymie).
Vicdessos, occitan : Vic de Sòs [bic/bid de Sɔs],  est une ancienne commune française située dans le département de l'Ariège, en région Occitanie. Le 1er janvier 2019, elle devient commune déléguée de Val-de-Sos.
Ses habitants sont appelés les Vicdessossois et Vicdessossoises.

## Géographie
La superficie de Vicdessos est de 601 hectares (6,01 km2) avec une altitude minimum de 652 mètres et une altitude maximum de 1585 mètres.
Le village de Vicdessos est traversé par la route départementale 8.

### Localisation

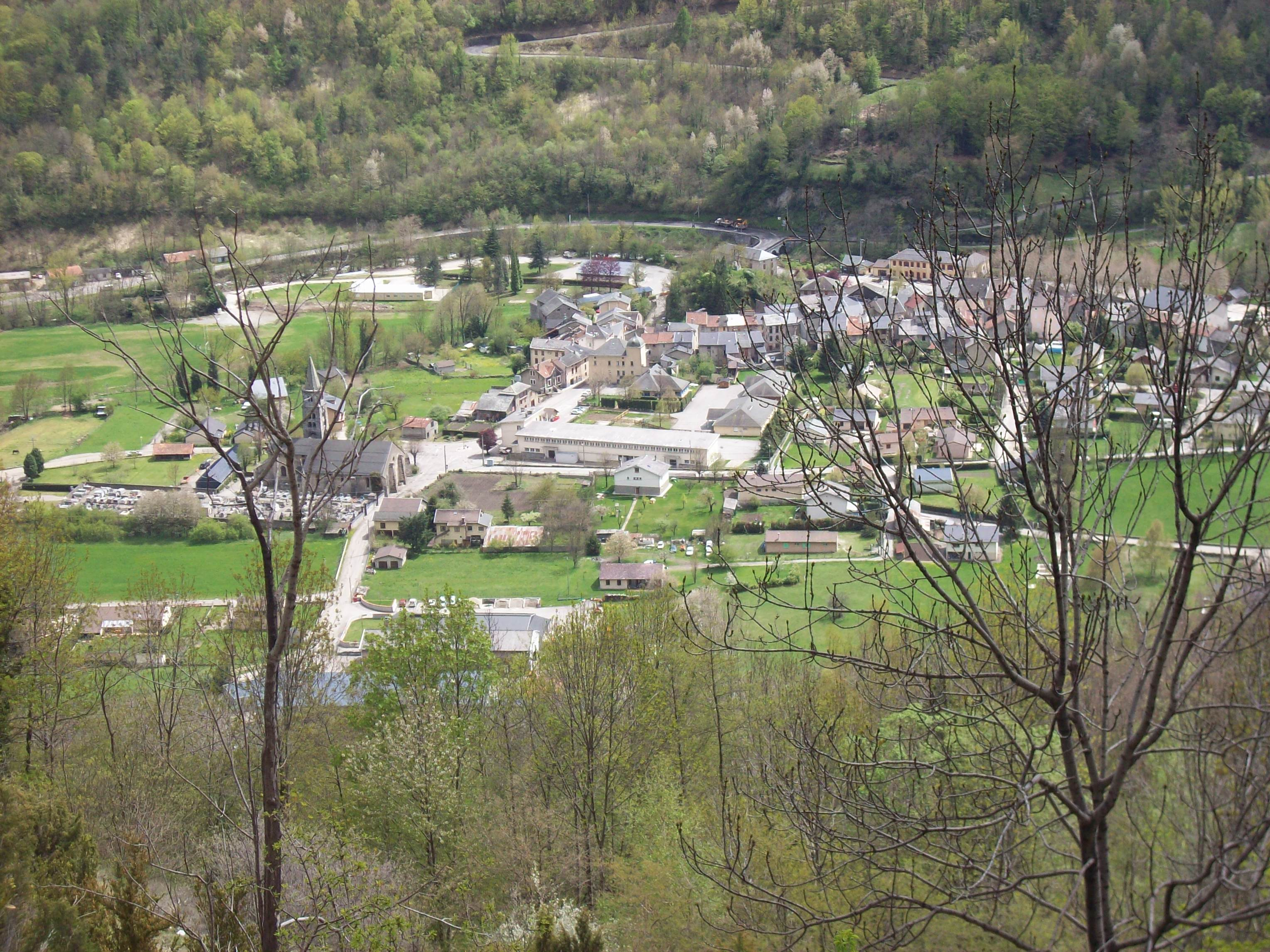
Vue générale de Vicdessos, depuis un sentier de montagne

Cette commune des Pyrénées est située dans le parc naturel régional des Pyrénées ariégeoises en vallée de Vicdessos, au pied des montagnes du massif du Montcalm.
Vicdessos est à 15 km de distance de Tarascon-sur-Ariège et à 95 km de Toulouse.

### Communes limitrophes
| Suc-et-Sentenac (Val-de-Sos) | Orus      |                    |
| Auzat                        | Vicdessos | Illier-et-Laramade |
| Goulier (Val-de-Sos)         | Sem       | Lercoul            |

### Lieux-dits et écarts

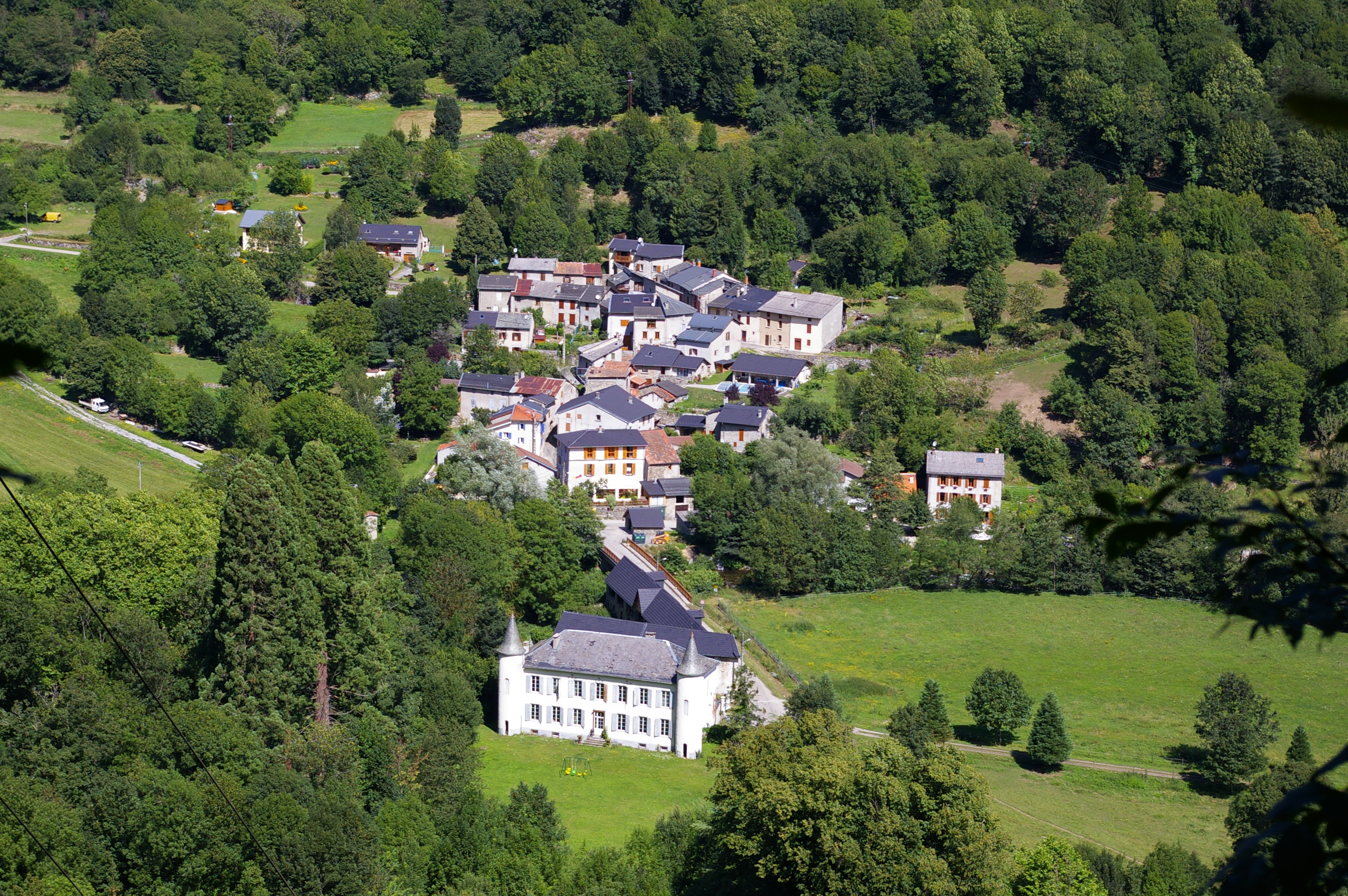
Arconac.

Arconac :  Situé au nord-est du village-centre, le lieu-dit est relié par la route à Vicdessos et à Cabre. Rattaché à la fin du XVIIIe siècle à Vicdessos, Arconac comptait en 1896 111 habitants, mais de nos jours la majorité des habitations sont des résidences secondaires, seuls quelques anciens y vivent encore toute l'année. Le hameau est typique des petits villages de montagne : ruelles escarpées, maisons anciennes...
 Cabre :  Également au nord-est de Vicdessos, Cabre se situe de l'autre côté du Vicdessos par rapport à Arconac. Situé sur la RD 8, cet écart est le passage obligé avant d'arriver sur Vicdessos. Le hameau se trouvait autrefois à proximité de la mine du Rancié, fermée en 1929. Depuis Cabre, on peut accéder à la cascade de Caraoucou menant à Sem et son bloc erratique.

### Hydrographie
Vicdessos et Arconac sont traversés par la rivière Vicdessos, affluent de l'Ariège.

### Voies de communication et transports
Le village est relié à Tarascon et Foix, par la RD 8 puis RN 20. Le col d'Agnes, à 1 570 m, permet d'accéder à la station thermale d'Aulus-les-Bains, dans la vallée du Garbet.

## Histoire
Préhistoire
La Vallée de Vicdessos fut pendant des millénaires occupée par les glaciers. À la suite de la déglaciation de Wurm, les hommes purent s'y installer. Les premières traces de peuplement remontent à plusieurs centaines de milliers d'années. La présence humaine dans les Pyrénées remontant à l'homme de Tautavel. Entre 30 000 et 9 000 av. J.-C., plusieurs civilisations foulèrent le sol vicdossien. On trouve notamment à proximité du village la grotte de Niaux.
Antiquité
Plus tard, des hommes à la recherche de meilleures terres s'installèrent dans la vallée, en provenance de Foix et de Tarascon. Bien qu'habitée durant la période gallo-romaine, on n'y a retrouvé que peu de vestiges de cette époque.
Période moderne
En 1832, le département de l'Ariège est doté d'un ingénieur formé par l'école des mines de Paris en résidence sur la commune pour ce qui concerne les activités et concessions minières.
Le Port de Rat, situé au fond de la vallée d'Auzat et de Marc, après le Étang de Soulcem, est un lieu de passage entre la France et l'Andorre, un projet de liaison routière a vu le jour dans la seconde moitié du XXe siècle. Celle-ci devait franchir la frontière par un court tunnel de faîte. En l'absence de financement, ce projet demeure pour l'instant sans suite depuis 1987.
La commune de Vicdessos fusionne le 1er janvier 2019 avec Goulier, Sem et Suc-et-Sentenac pour former Val-de-Sos.

## Politique et administration

### Administration municipale
Canton
Vicdessos était le chef-lieu du canton homonyme qui regroupait les 10 communes suivantes : Auzat, Gestiès, Goulier, Illier-et-Laramade, Lercoul, Orus, Sem, Siguer, Suc-et-Sentenac et Vicdessos. Peuplé de 1403 habitants, le canton fait partie de l'arrondissement de Foix et de la première circonscription de l'Ariège.
Depuis 2015, Vicdessos est dans le canton de Sabarthès (n°.12) du département Ariège.
Avant la réforme des départements, Vicdessos était dans le canton n°20 de Vicdessos dans la 1re circonscription.
La commune fusionne le 1er janvier 2019 avec Goulier, Sem et Suc-et-Sentenac pour former la commune de Val-de-Sos dont la création est actée par arrêté préfectoral en date du 27 juillet 2018.
Intercommunalité
Depuis le 1er janvier 2017, le village est membre de la communauté de communes de la Haute Ariège dont le siège se trouve à Luzenac.

### Liste des maires
| Période                                  | Période  | Identité                  | Étiquette | Qualité |
| ---------------------------------------- | -------- | ------------------------- | --------- | ------- |
| ...                                      | 1830     | André Vergniès Bouïchères | ...       | ...     |
| 2001                                     | 2008     | Marcel Bergay             | DVD       | ...     |
| 2008                                     | 2020     | Jean Magalhaes            | PS        | Cadre   |
| 2020                                     | En cours | Marie-Josée Dandine       |           |         |
| Les données manquantes sont à compléter. |          |                           |           |         |

Bernard Eychenié maire de 1912 à 1935, il succède à Firmin Séris.

## Population et société

### Démographie
L'évolution du nombre d'habitants est connue à travers les recensements de la population effectués dans la commune depuis 1793. Pour les communes de moins de 10 000 habitants, une enquête de recensement portant sur toute la population est réalisée tous les cinq ans, les populations de référence des années intermédiaires étant quant à elles estimées par interpolation ou extrapolation. Pour la commune, le premier recensement exhaustif entrant dans le cadre du nouveau dispositif a été réalisé en 2004.

En 2016, la commune comptait 535 habitants, en évolution de −3,78 % par rapport à 2010 (Ariège : +1,48 %, France hors Mayotte : +2,11 %).
| 1793 | 1800 | 1806 | 1821  | 1831  | 1836  | 1841  | 1846  | 1851  |
| ---- | ---- | ---- | ----- | ----- | ----- | ----- | ----- | ----- |
| 737  | 753  | 874  | 1 016 | 1 108 | 1 136 | 1 142 | 1 185 | 1 116 |

| 1856 | 1861 | 1866 | 1872 | 1876 | 1881 | 1886 | 1891 | 1896 |
| ---- | ---- | ---- | ---- | ---- | ---- | ---- | ---- | ---- |
| 989  | 947  | 889  | 835  | 862  | 824  | 808  | 721  | 692  |

| 1901 | 1906 | 1911 | 1921 | 1926 | 1931 | 1936 | 1946 | 1954 |
| ---- | ---- | ---- | ---- | ---- | ---- | ---- | ---- | ---- |
| 655  | 643  | 738  | 626  | 579  | 487  | 419  | 812  | 568  |

| 1962 | 1968 | 1975 | 1982 | 1990 | 1999 | 2004 | 2006 | 2009 |
| ---- | ---- | ---- | ---- | ---- | ---- | ---- | ---- | ---- |
| 635  | 585  | 580  | 602  | 483  | 461  | 444  | 437  | 548  |

| 2014 | 2016 | - | - | - | - | - | - | - |
| ---- | ---- | - | - | - | - | - | - | - |
| 536  | 535  | - | - | - | - | - | - | - |

### Enseignement
Il y a une école maternelle et primaire située sur la commune ainsi que le collège du Montcalm. Depuis la rentrée 2016, ce collège est administrativement fusionné avec le collège du Sabarthès de Tarascon-sur-Ariège.

## Culture locale et patrimoine

### Monuments et lieux touristiques
Église Notre-Dame
Sa présence est attestée depuis 1081, elle s'appelait alors Saint-Martin-de-Sos et appartenait à l'abbaye de Saint-Sernin de Toulouse. Le clocher carré de style roman, souvent remanié, est le seul vestige de l'église primitive. Si à l'origine l'église ne possédait qu'une nef, deux autres furent rajoutées au XVe siècle, le portail datant également de cette époque est de style gothique. L'intérieur de l'édifice est orné de nombreuses statues et peintures (à noter, L'Adoration des bergers, tableau portant la date de 1846 qui est l'œuvre du peintre d'histoire et de genre français Auguste-Barthélemy Glaize (1807-1893)). L'orgue qui daterait probablement du milieu du XVIIe siècle est un des trois plus anciens de Midi-Pyrénées ; restauré en 1780, 1882 et 1991 par le facteur d'orgue gersois Pierre Vialle, l'orgue fut classé monument historique en 1977.

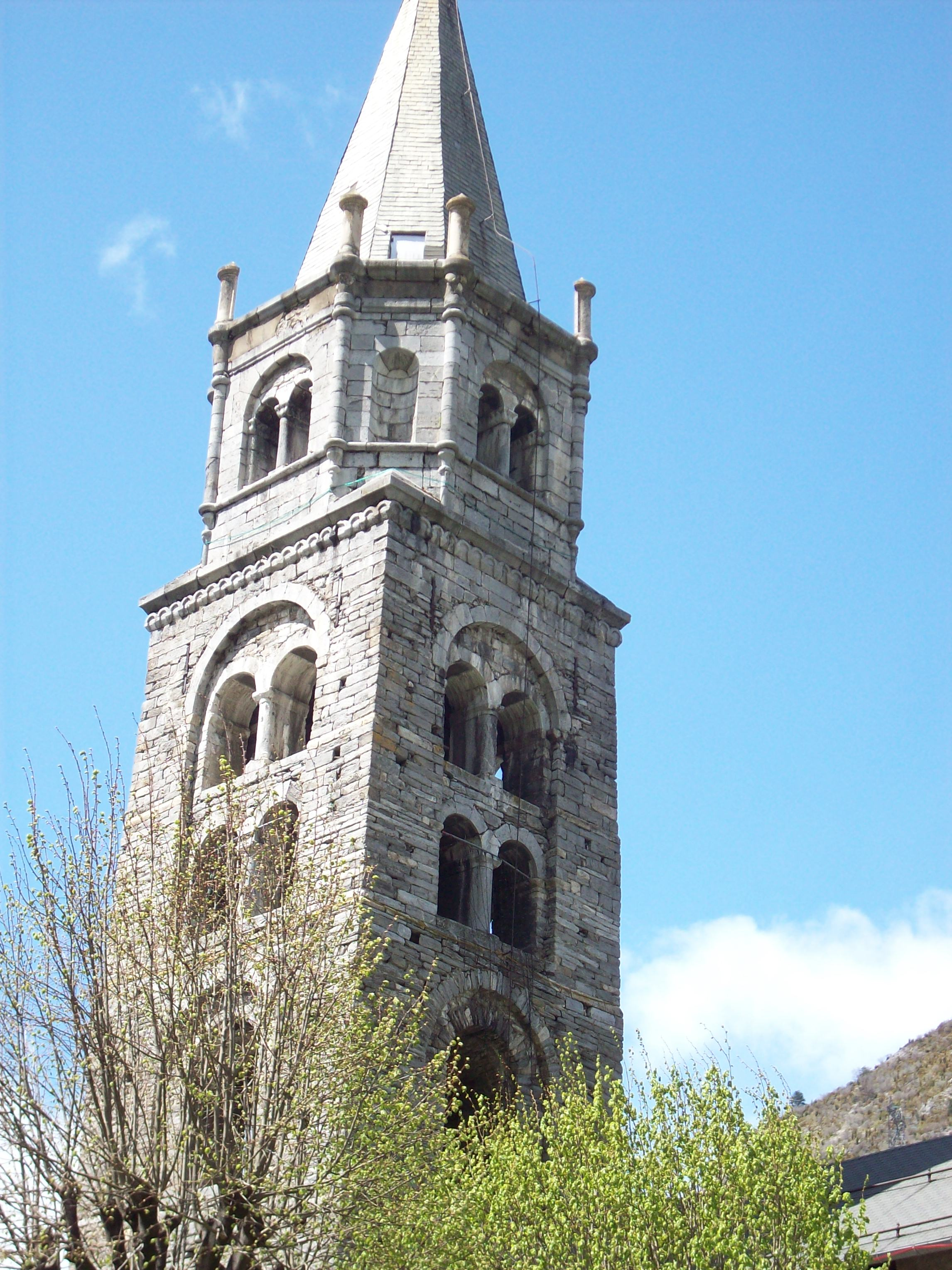
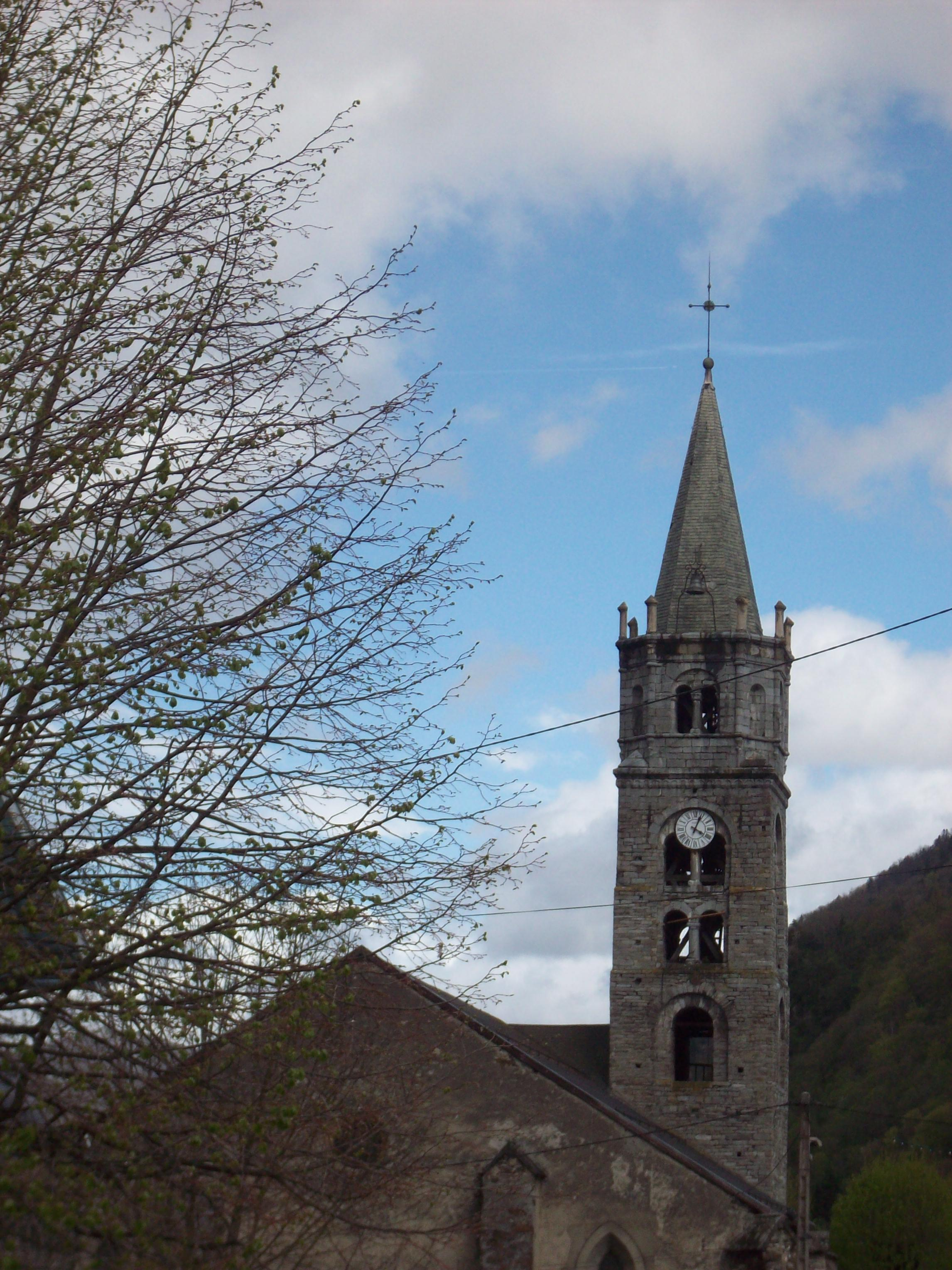
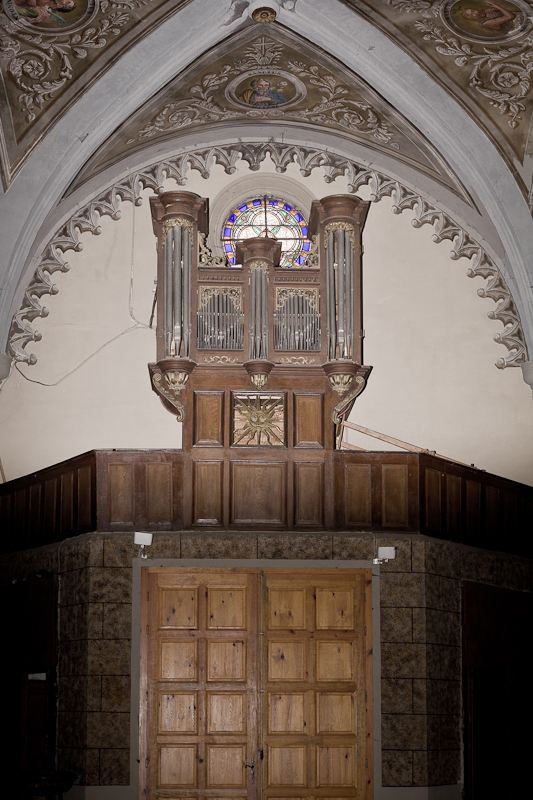

La bourgade est dominée par les ruines du château de Montréal-de-Sos implanté au-dessus d'Olbier sur la commune d'Auzat.

### Patrimoine naturel
Vicdessos et Auzat se situent en contrebas du massif du Montcalm et de ses pics de Montcalm, d'Estats et du port de Sullo.
Les cascades de Caraoucou sont dues au ruisseau de Sem, affluent du Vicdessos et constituent un site de Canyoning.
Le village est à proximité de nombreux étangs et lacs de montagne: l'étang de Peyregrand, les étangs de Neych, l'étang des Redouneilles des vaches, l'étang de Brouquenat, l'étang des Redouneilles des brebis ...

### Personnalités liées à la commune
- La femme sauvage de Vicdessos. En 1808, dans les Pyrénées, des chasseurs aperçurent une femme qui courait nue dans les rochers. Longuement traquée, elle fut finalement capturée et interrogée. Elle n’offrait en réponse que des grognements et une attitude propre aux animaux. Mais lorsqu’on lui demanda comment il se faisait qu’elle n’eût pas été dévorée par les ours, elle répondit clairement : « Les ours étaient mes amis ! » Ensuite, privée de liberté, elle se laissa mourir[15],[16].
- Théophile Delcassé (1852-1923), ministre notamment des affaires étrangères, a été conseiller général du canton du Vicdessos de 1888 à 1919.
- Paul Léon Aclocque (1834-1893), personnage éclectique qui sera militaire, homme politique (dont conseiller général du canton de Vicdessos), industriel et peintre.
- Joseph Marie Élisabeth Durocher, géologue français, correspondant de l'Académie, né à Rennes le 31 mai 1817, et décédé dans cette même ville le 3 décembre 1860, fut nommé au début de sa carrière en 1840, Ingénieur de seconde classe pour les mines de Vicdessos.
- René Izaure (1929-2014), graveur, dessinateur et peintre.
- Éric Chanton (1963-1990), meurt le 14 mai 1990 à Vicdessos, à la suite d'un problème cardiaque survenu lors de la quatrième étape de la Ronde de l'Isard.

## Roman se déroulant à Vicdessos
- Jacques Clos (ill. Georges Dutriac), Les Prisonniers du Vicdessos : explorations souterraines, Sociétés d'Editions Modernes Parisiennes, coll. « collection Cadet », 1946.

### Héraldique
| Blason | Blasonnement : Écartelé d'or et d'azur, à quatre tours de l'un en l'autre. |